# 21 Persei
21 Persei, som är stjärnans Flamsteed-beteckning, är en ensam stjärna belägen i den södra delen av stjärnbilden, Perseus som också har variabelbeteckningen LT Persei. Den har en genomsnittlig skenbar magnitud på ca 5,10 och är svagt synlig för blotta ögat där ljusföroreningar ej förekommer. Baserat på parallax enligt Gaia Data Release 2 på ca 9,8 mas, beräknas den befinna sig på ett avstånd på ca 331 ljusår (ca 102 parsek) från solen. Den rör sig bort från solen med en heliocentrisk radialhastighet av ca 8,5 km/s.

## Egenskaper
21 Persei är blå till vit stjärna i huvudserien av spektralklass A2 VspSiEu, där 's'-suffixet anger "skarpa" absorptionslinjer, och SiEu visar på överskott för elementen kisel och europium. Den har en massa som är ca 3,6 solmassor, en radie som är ca 2,8 solradier och utsänder ca 89 gånger mera energi än solen från dess fotosfär vid en effektiv temperatur på ca 12 600 K.
21 Persei är en roterande variabel av Alfa2 Canum Venaticorum-typ (ACV), som varierar mellan visuell magnitud +5,03 och 5,14 och varierar med en period av 2,88422 dygn. 21 Persei är en Ap-stjärna med ett starkt magnetfält och spektrallinjer för krom, kisel, och strontium.